# کارسووکا
کارسووکا (به لهستانی:  Karsówka) یک روستا در لهستان است که در گمینا تژبیل واقع شده‌است.